# Protochthebius jagthanae
Protochthebius jagthanae är en skalbaggsart som först beskrevs av Champion 1921.  Protochthebius jagthanae ingår i släktet Protochthebius och familjen vattenbrynsbaggar. Inga underarter finns listade i Catalogue of Life.